# Jochen Kuhn (Physikdidaktiker)
Jochen Kuhn (* 23. April 1974 in Landau in der Pfalz) ist ein deutscher Physikdidaktiker mit den Forschungsschwerpunkten auf der Verbesserung von MINT-Unterricht und -Lehrerbildung.

## Leben
Jochen Kuhn ist ein deutscher Physiker und Physikdidaktiker. Er absolvierte ein Lehramtsstudium mit den Fächern Physik und Mathematik an der Universität Koblenz-Landau, Campus Landau, und das anschließende Referendariat am Studienseminar Trier (1998–2000). Er hat 2002 an der Universität Koblenz-Landau mit einer Promotion in Physik abgeschlossen und erlangte 2009 die Habilitation in Didaktik der Physik ebenfalls an der Universität Koblenz-Landau.
Seit März 2022 ist Kuhn Inhaber des Lehrstuhls für Didaktik der Physik (W3) an der Ludwig-Maximilians-Universität München. Zuvor war er von 2012 bis 2022 Professor für Didaktik der Physik (W3) an der TU Kaiserslautern und hatte von 2010 bis 2012 Vertretungsprofessuren für Didaktik der Physik an der Universität Regensburg und der Universität Koblenz-Landau inne. Von 2008 bis 2012 war Kuhn Akademischer Oberrat an der Universität Koblenz-Landau.
Kuhn war 2007 Gastprofessor am International Institute for Advanced Studies in Systems Research and Cybernetics (IIAS) an der University of Windsor in Ontario, Kanada. Von 2003 bis 2008 war er wissenschaftlicher Mitarbeiter an der Universität Koblenz-Landau. Vor seiner wissenschaftlichen Karriere war Kuhn von 2000 bis 2008 als Lehrer an verschiedenen Schulen in Rheinland-Pfalz für die Fächer Physik und Mathematik tätig.

## Werk
Jochen Kuhn hat mit seinem Kollegen Patrik Vogt bereits im Jahre 2009 den Einsatz von Smartphones als mobile Mini-Labore im MINT-Unterricht konzipiert und in der Lehreraus- und -fortbildung eingesetzt. Sie wurden dafür 2013 mit dem „MINT von morgen Schulpreis 2013“ der Joachim Herz Stiftung. Seit 2012 verantworten sie die Kolumne „iPhysicsLabs“ in einer der weltweit größten Lehrerzeitschriften „The Physics Teacher“. Seit 2013 betreut er zusammen mit seinem Kollegen Thomas Wilhelm die Reihe „Smarte Physik“ in der Zeitschrift „Physik in unserer Zeit“.
Er ist damit weltweit einer der führenden Wissenschaftlerinnen und Wissenschaftler, die Smartphone-Experimente systematisch im MINT-Unterricht einsetzen und deren Lernwirkung erproben. Seit 2015 beschäftigt er sich auch systematisch mit der Entwicklung und Erforschung von MINT-Unterricht und -Lehrerbildung mithilfe von multiplen Repräsentationen in multimedialen Lernumgebungen mit Zukunftstechnologien wie AR-/VR-Datenbrillen, Künstlicher Intelligenz sowie prozessbasierten Analysemethoden (mit physiologischen Verfahren wie z. B. Eye-Tracking).

## Fellowships, Auszeichnungen und Ehrungen
- Polytechnik-Preis 2022
- Senior Fellow der Joachim Herz Stiftung des Kollegs „Didaktik:digital“
- Auszeichnung „MINT von morgen Schulpreis 2013“ der Joachim Herz Stiftung für das Projekt „New Media Experimental Tools“
- Leadership in Research Award des IIAS, University of Windsor, Ontario, Kanada
- Fellow of the International Institute for Advanced Studies in Systems Research and Cybernetics (F.I.I.A.S.) in Anerkennung herausragender Forschungsarbeiten, University of Windsor, Ontario, Kanada
- Innovationspreis des IIAS, University of Windsor, Ontario, Kanada
- 2024: Lehr-Innovationspreis der LMU für das Projekt „MR4MED: Mixed Reality in den Physikpraktika für Medizinstudierende“, zusammen mit Salome Flegr, Bernhard Emmer und Martin Fischer[4]

## Publikationen (Auswahl)
- Kasneci, E., Sessler, K., Küchemann, S., Bannert, M., Dementieva, D., Fischer, F., Gasser, U., Groh, G., Günnemann, S., Hüllermeier, E., Krusche, S., Kutyniok, G., Michaeli, T., Nerdel, C., Pfeffer, J., Poquet, O., Sailer, M., Schmidt, A., Seidel, T., Stadler, M., Weller, J., Kuhn, J. & Kasneci, G. (2023) ChatGPT for good? On opportunities and challenges of large language models for education. Learn. Individ. Diff., 103 (2023), 102274. (https://doi.org/10.1016/j.lindif.2023.102274)
- Wörner, S., Kuhn, J. & Scheiter, K. (2022). The Best of Two Worlds: A Systematic Review on Combining Real and Virtual Experiments in Science Education. Rev. Educ. Res. 92 (6), 911–952. (https://journals.sagepub.com/doi/pdf/10.3102/00346543221079417)
- Barz, M., Kapp, S., Kuhn, J. & Sonntag, D. (2021). Automatic Recognition and Augmentation of Attended Objects in Real-time using Eye Tracking and a Head-mounted Display. ETRA '21 Proceedings of the 2021 ACM Symposium on Eye Tracking Research & Applications (No. 3). New York, NY: ACM (https://doi.org/10.1145/3450341.3458766)
- Kapp S., Barz M., Mukhametov S., Sonntag D. & Kuhn J. (2021). ARETT: Augmented Reality Eye Tracking Toolkit for Head Mounted Displays. Sensors, 21(6), 2234. (https://doi.org/10.3390/s21062234)
- Altmeyer, K., Kapp, S., Thees, M., Malone, S., Kuhn, J. & Brünken, R. (2020). Augmented Reality to Foster Conceptual Knowledge Acquisition in STEM Laboratory Courses – Theoretical Derivations and Empirical Findings. Brit. J Educ. Technol. 51 (3), 611-628 (https://doi.org/10.1111/bjet.12900)
- Becker, S., Gößling, A., Klein, P., & Kuhn, J. (2020). Using Mobile Devices to Enhance Inquiry-Based Learning Processes. Learn. Instr. 69 (2020), 101350. https://doi.org/10.1016/j.learninstruc.2020.101350
- Thees, M., Kapp, S., Strzys, M. P., Beil, F., Lukowicz, P. & Kuhn,  J. (2020). Effects of augmented reality on learning and cognitive load in university physics laboratory courses. Comp. Hum. Behav. 108 (2020), 106316. (https://doi.org/10.1016/j.chb.2020.106316)
- Klein, P., Lichtenberger, A., Küchemann, S., Becker, S., Kekule, M., Viiri, J., Baadte, C., Vaterlaus, A. & Kuhn, J. (2020). Visual attention while solving the test of understanding graphs in kinematics: An eye-tracking analysis. Eur. J Phys., 41 (2), 025701.https://iopscience.iop.org/article/10.1088/1361-6404/ab5f51/meta
- Klein, P., Küchemann, S., Brückner, S., Zlatkin-Troitschanskaia, O., & Kuhn, J. (2019). Student understanding of graph slope and area under a curve: A replication study comparing first-year physics and economics students. Phys. Rev. Phys. Educ. Res., 15(2),     020116.https://journals.aps.org/prper/abstract/10.1103/PhysRevPhysEducRes.15.020116
- Hochberg, K., Kuhn, J., & Müller, A. (2018). Using Smartphones as experimental tools – effects on interest, curiosity and learning in physics education. J Sci. Educ. Technol., 27(5), 385-403.https://link.springer.com/article/10.1007/s10956-018-9731-7
- Klein, P., Müller, A. & Kuhn, J. (2017). KiRC inventory: Assessment of representational competence in kinematics. Phys. Rev. Phys. Educ. Res., 13, 010132 https://journals.aps.org/prper/abstract/10.1103/PhysRevPhysEducRes.13.010132
- Kuhn, J., Lukowicz, P., Hirth, M., Poxrucker, A., Weppner, J. & Younas, J. (2016). gPhysics – Using Smart Glasses for Head-Centered, Context-Aware Learning in Physics Experiments. IEEE Trans. Learn. Technol., 9(4), 304-317. https://ieeexplore.ieee.org/abstract/document/7452644